# Замулівка
Замулівка (до 1948 року — Зміївка; у 1948—2016 роках — Жовтне́ве) — село в Україні, у Вовчанській міській громаді Чугуївського району Харківської області. Населення становить 70 осіб. До 2020 орган місцевого самоврядування — Рубіжненська сільська рада.

## Географія
Село Замулівка витягнуто вздовж долини і знаходиться на відстані від 1 до 3 кілометрів від Печенізького водосховища (правий берег). В більшій своїй частині село являє собою одну вулицю.
На відстані 2 км розташовані села Байрак і Верхній Салтів. Біля села кілька лісових масивів (дуб). Через село протікає пересихаючий струмок, на якому зроблена загата.

## Історія
1910 рік — засновано як село Зміївка.
Село постраждало внаслідок геноциду українського народу, проведеного урядом СРСР в 1932—1933 роках, кількість встановлених жертв в Рубіжному, Байраці, Верхньому Салтові, Замулівці —528 людей.
1948 рік — перейменоване на село Жовтневе.
2016 рік — перейменоване на село Замулівка.
12 червня 2020 року, відповідно до Розпорядження Кабінету Міністрів України  № 725-р «Про визначення адміністративних центрів та затвердження територій територіальних громад Харківської області», увійшло до складу Вовчанської міської громади.
19 липня 2020 року, в результаті адміністративно-територіальної реформи та ліквідації Вовчанського району, село увійшло до складу Чугуївського району.

## Відомі люди

### Народилися
- Стрілець Ольга Олександрівна — українська письменниця (поетеса, прозаїк), педагог. Кандидат філологічних наук. Член Спілки письменників України.